# Мамантов, Николай Николаевич
Николай Николаевич Мамантов (26 апреля (8 мая) 1837 — 24 февраля 1918) — русский государственный деятель, сенатор, действительный тайный советник.

## Биография
Потомственный дворянин Санкт-Петербургской губернии. Сын статского советника, брат сенатора В. Н. Мамантова.
Окончил 1-ю Санкт-Петербургскую гимназию (1854), затем юридический факультет Санкт-Петербургского университета со степенью кандидата права (1858).
В службе с 1 апреля 1858, в Сенате. В 1858—1860 годах младший помощник 1-го секретаря 3-го департамента Правительствующего Сената. В 1860 году перешел в Госконтроль, в департамент военных отчетов. Старший контролер 3-го отделения (1860—1863), правитель канцелярии Контрольного департамента военных отчетов Государственного контроля (1863—1865). В 1865 году командирован государственным контролером В. А. Татариновым для открытия и управления Вологодской контрольной палатой; возглавлял ее до 1866 года, когда был вызван в Петербург для работ по преобразованию государственного счетоводства и отчетности. Экспедитор 2-го отделения канцелярии Госконтроля (1866—1868).
В 1868—1871 годах чиновник для особых поручений VI класса, в 1871—1875 годах чиновник для особых поручений V класса при Госконтроле. После смерти Татаринова четыре года состоял при товарище государственного контролера статс-секретаре М. Н. Островском, и за это время разработал проекты новых Кассового и Ревизионного уставов.
В 1875 году перешел на службу в Морское министерство на должность вице-директора Канцелярии министерства (1875—1886). Руководитель работ по преобразованию судового счетоводства. Составил новый счетно-судовой устав. Действительный статский советник (4.04.1876), тайный советник (13.04.1883). Член и правитель дел образованной при Госсовете комиссии по пересмотру законов о казенных подрядах и поставках (1881—1889), под руководством статс-секретаря В. Д. Философова разработал новое положение о казенных заготовлениях. После реформирования в 1886 году Морского министерства стал начальником счетного отдела Главного управления кораблестроения и снабжений Морского министерства (1886—1897). С 1878 года, по приглашению цесаревича Александра Александровича, состоял членом Санкт-Петербургского отделения Императорского Общества содействия русскому торговому мореходству.
С 1 января 1897 присутствующий в 3-м департаменте Правительствующего сената, с 12.05 по 18.12.1898 присутствующий в Гражданском комиссационном департаменте, в 1898—1912 присутствующий, а с 7.9.1912 по 10.3.1917 первоприсутствующий Департамента герольдии Сената. Действительный тайный советник (1.01.1903). 6 августа 1905 Мамантову было поручено, как первоприсутствующему в летних собраниях Сената, объявить Высочайший Манифест о создании Государственной Думы. В мае — октябре 1917 первоприсутствующий 3-го департамента Сената. С 1917 года в отставке.
Автор работ по бухгалтерскому учету, договорам подряда и поставки, публиковавшийся в Морском сборнике.

## Благотворительность
В 1887—1918 годах председатель Коломенско-адмиралтейского отдела Общества попечения о бедных и больных детях. В 1890 году открыл первую в Петербурге детскую столовую «в память о чудесном событии 17 октября 1888»; не получив на это дело субсидий и крупных пожертвований, и начав с незначительной суммы, довел годовую смету до 9 тыс. рублей, собрав, кроме того, для учреждения неприкосновенный капитал в 72 тыс. рублей. Позднее при столовой открылось начальное училище его имени на 60 бесплатных учеников и временный приют на семь беспризорников.
Мамантов состоял товарищем председателя главного правления Императорского общества спасания на водах, а также членом обществ: благотворительного, судебного ведомства и попечения о душевнобольных. Кроме того, состоял членом благотворительного общества при частной женской гимназии Е. М. Гедда и председателем попечительского совета частной женской гимназии В. А. Субботиной.

## Сочинения
- О некоторых особенностях материального счетоводства во Франции. СПб.: Типография Морского министерства, 1879
- Обзор английского законодательства о подрядах и поставках по морскому ведомству (Б.г.)
- Обзор законоположений Германской империи о подрядах и поставках по морскому ведомству (Б.г.)
- При шести министрах (По личным воспоминаниям) // Вестник общества ревнителей истории. Вып. 3. Пг., 1916 — С. 80—97
- На школьной скамье 75 лет назад // Прошлое и настоящее. Л., 1924. Вып. 1. — С. 40—54

## Награды
- Высочайшее благоволение (1878)
- Орден Святого Станислава 1-й ст. (1878)
- Высочайшее благоволение (1880)
- Орден Святой Анны 1-й ст. (1881)
- Орден Святого Владимира 2-й ст. (1890)
- Высочайшее благоволение (1892)
- Орден Белого орла (1894)
- Орден Святого Александра Невского (1896)
- Бриллиантовые знаки к ордену Святого Александра Невского (1908)

Медали и знаки:
- Серебряная медаль в память царствования императора Александра III (1896)
- Светло-бронзовая медаль в память 300-летнего юбилея царствования дома Романовых (1913)
- Знак отличия за беспорочную службу за XL лет
- Знак в память 200-летия Правительствующего Сената
- Знак в память 50-летия Положения о земских учреждениях